# Pepe Álvarez
José María Álvarez Suárez (Belmonte de Miranda, Asturias, 20 de marzo de 1956), conocido como Pepe Álvarez o Josep Maria Álvarez, es un sindicalista español, actual secretario general de la UGT. Sucedió en el cargo a Cándido Méndez el 12 de marzo de 2016. También fue el secretario general de la UGT en Cataluña desde 1990 hasta 2016. En 2021 fue reelegido secretario general de la UGT, durante el 43.º Congreso Confederal de la UGT, celebrado los días del 18 al 20 de mayo de 2021, en Valencia, obteniendo el 86 % de los votos. Y en el 44º Congreso de UGT vuelve a revalidar su mandato.

## Biografía
José María Álvarez Suárez nació en Alvariza, localidad dependiente del concejo asturiano de Belmonte de Miranda, perteneciente junto a 20 localidades más a la parroquia de Belmonte, el 20 de marzo de 1956. Cursó estudios de Formación Profesional en Noreña (Asturias), que compatibilizó con trabajos.

### Militancia en la Unión General de Trabajadores
En 1975, con 19 años, se traslada a Barcelona y empieza a trabajar en la empresa La Maquinista Terrestre y Marítima (Gec-Alstom). Ese mismo año se afilia a la Unión General de Trabajadores. En 1976 es nombrado secretario de Acción Sindical en la sección sindical de su empresa. Más tarde fue miembro del comité de empresa de la Maquinista, tras las primeras elecciones sindicales. En 1978 es elegido secretario de organización de la Federación del Metal de la UGT de Cataluña. A partir de ese momento, pasa por diferentes cargos en el sindicato. El más destacado fue el de secretario general del Sindicato del Metal de Barcelona, el sindicato con más afiliación de la Confederación. En 1988 vuelve a ser elegido secretario de Organización de la Federación del Metal de la UGT de Cataluña y miembro del Comité Confederal. En 1989 es elegido presidente de la Comisión Gestora de la UGT de Cataluña, siendo posteriormente secretario general desde 1990 hasta 2016. Cuando accede a la Secretaría General en el año 1990 emprende una nueva línea política con el objetivo de transformar el sindicato en una organización moderna, política y plural.
Contribuye también a la consolidación y crecimiento de la organización impulsando el trabajo en diferentes áreas sociales y sindicales, con la creación de servicios específicos dentro del sindicato como la Asociación de Ayuda Mutua de Inmigrantes en Cataluña (AMIC), la Confederación de Trabajadores Autónomos de Cataluña (CTAC) y Avalot – Jóvenes de la UGT de Cataluña.
Pepe Álvarez es el primer dirigente sindical que creó su propio blog, "Valor Sindical" donde expresa su punto de vista sobre la evolución de la sociedad. Ha apostado por el desarrollo de la presencia del sindicato en la red, así como la incorporación del audiovisual como una herramienta de primera magnitud de la comunicación sindical. En esta línea impulsó la creación de Canal UGT.
En 2016 fue elegido secretario general de la UGT, en sustitución de Cándido Méndez, durante el 42.º Congreso Confederal de la UGT, celebrado los días del 9 al 12 de marzo de 2016, obteniendo 306 votos (el 51,1%), frente a los 289 obtenidos por el otro candidato, Miguel Ángel Cilleros.
En mayo de 2019 es elegido vicepresidente de la Confederación Europea de Sindicatos (CES), con el 91,5% de los votos, en la celebración del 14 Congreso de la CES, celebrado en Viena (Austria).
En 2021 fue reelegido secretario general de la UGT, durante el 43.º Congreso Confederal de la UGT, celebrado los días del 18 al 20 de mayo de 2021, en Valencia, obteniendo el 86% de los votos. 
En el 44º Congreso de UGT, celebrado en Barcelona bajo el lema “Más y Mejor Sindicato” los días 25, 26 y 27 de noviembre del 2024, fue reelegido con un 80% de los votos como Secretario General del Sindicato para un mandato de 4 años.